# 小松揮世久
小松 揮世久（こまつ きよひさ、1949年〈昭和24年〉12月27日 - ）は、日本の実業家、神職。霞会館理事を経て、伊勢神宮大宮司、神宮司庁代表役員、日本会議顧問。小松旧侯爵家当主。小松輝久（旧皇族北白川宮家輝久王）は祖父。小松宮の祭祀継承者である。

## 来歴・人物
小松彰久の子として東京都に生まれる。1974年一橋大学経済学部卒業、三菱銀行（現・三菱UFJ銀行）入行。国際畑を歩み、カナダ駐在、マニラ駐在、バンクーバー支店長、中目黒支店長、金沢支店長、金沢支社長を歴任した。2002年から財団法人三菱財団に移り、同財団の助成事業部長や総務部長を務めた。2011年6月から2017年6月まで一般社団法人霞会館理事。2017年7月3日、黒田清子祭主の新体制の下、伊勢神宮大宮司、宗教法人神宮代表役員に就任。日本会議顧問、日本文化興隆財団顧問。趣味はスキー、ゴルフ、クラシック鑑賞。

## 親族
- 曽祖父：北白川宮能久親王（皇族、陸軍大将）
- 曽祖父︰西徳二郎（男爵、外務大臣）
- 曽祖父：島津忠済（公爵、宮内省審議官）
- 曽祖父︰川村鉄太郎（伯爵、貴族院議員）
- 祖父：小松輝久（侯爵、海軍中将）
- 祖父：西竹一（男爵、陸軍大佐、1932年ロス五輪馬術障害飛越競技金メダル）